# Antonio Francesco Frisi
Antonio Francesco Frisi, indicato anche con Anton Francesco (Melegnano, 21 gennaio 1733 – Milano, 20 luglio 1817), è stato uno scrittore e storico italiano, è considerato il primo storiografo monzese.

## Biografia
Divenuto nel 1763 canonico del Duomo di Monza, il Frisi studiò per diversi anni i documenti del ricchissimo archivio della basilica monzese. Egli pubblicò i risultati delle sue ricerche nell'opera in tre volumi Memorie storiche di Monza e sua corte (1794).
Suo fratello Paolo Frisi (1728-1784), religioso barnabita, fu un illustre matematico e astronomo.

## Opere

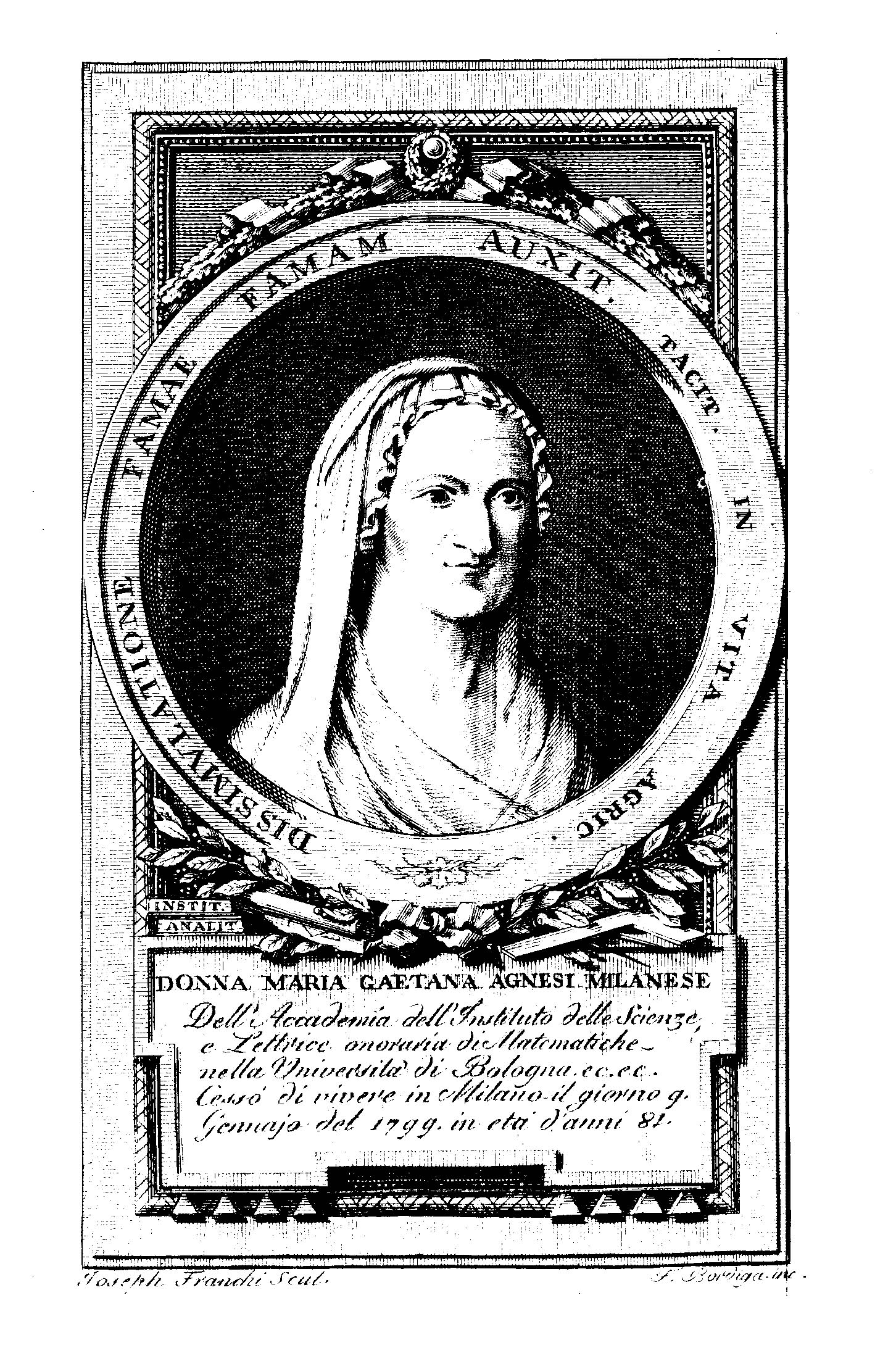
Antonio Francesco Frisi
Elogio storico di Donna Maria Gaetana Agnesi, 1799

- Antonio Francesco Frisi, Memorie storiche di Monza e sua corte raccolte ed esaminate dal canonico Anton-Francesco Frisi ..., tomo III, nella stamp. de Gaetano Motta, 1794.
- Elogio storico di Maria Gaetana Agnesi Milano: Galeazzi 1799 (ETH-Bibliothek)
  - (FR) Edward Ryan, Bienfaits de la religion chrétienne ou histoire des effets de la religion sur le genre humain, chez les peuples anciens et modernes, barbares et civilisés, vol. 2, Garnerey, 1807,  p. 283.
- Memorie della chiesa monzese, raccolte e con varie dissertazioni illustrate ISBN 1275197183